# Alina Brodzka-Wald

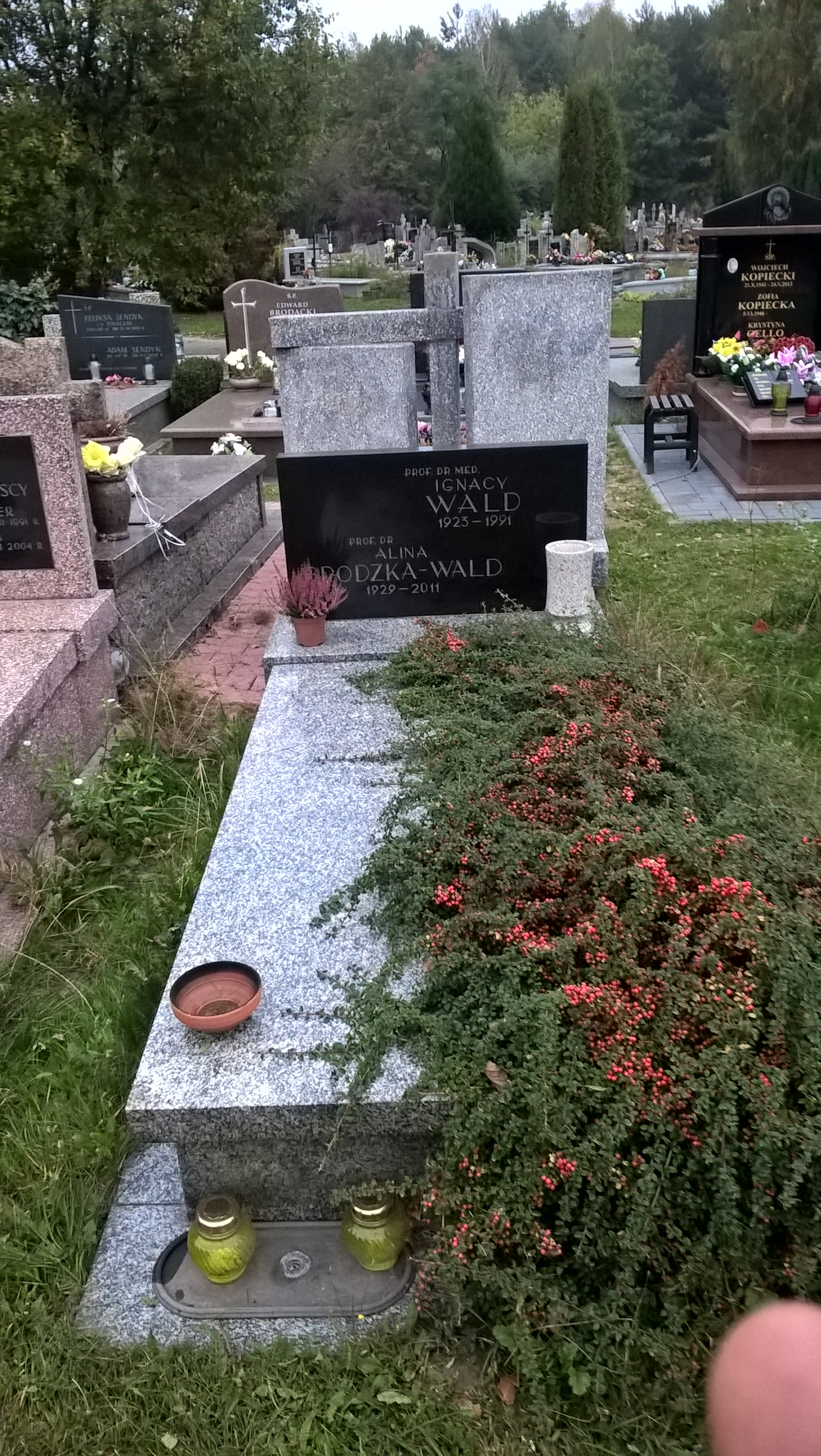
Grób Aliny Brodzkiej-Wald i Ignacego Walda na cmentarzu komunalnym Północnym w Warszawie

Alina Brodzka-Wald (ur. 11 listopada 1929 w Warszawie, zm. 19 marca 2011 tamże) – polska historyk literatury, wieloletni profesor w Instytucie Badań Literackich Polskiej Akademii Nauk.

## Życiorys
Urodziła się w Warszawie; jej matka była Rosjanką, a ojciec zasymilowanym Żydem. Podczas II wojny światowej, kiedy rodzice jej ojca, Salomon Brodzki (1856–1942) i Gustawa z domu Wiesel (1861–1940) znaleźli się w getcie warszawskim, wraz z rodziną dobrowolnie przeprowadziła się do dzielnicy zamkniętej. Po śmierci rodziców ojca, całej jej najbliższej rodzinie udało się wydostać z getta.
Ukończyła studia polonistyczne na Uniwersytecie Warszawskim. Na drugim roku studiów (1950) podjęła pracę w Instytucie Badań Literackich Polskiej Akademii Nauk, gdzie na stanowisku profesora pracowała do śmierci. Tam w 1960 obroniła doktorat poświęcony nowelom Marii Konopnickiej oraz w 1966 uzyskała stopień doktora habilitowanego na podstawie rozprawy O kryteriach realizmu w badaniach literackich. Przez wiele lat pełniła funkcję kierownika Pracowni Literatury Współczesnej. W latach 1969–1978 wraz z Michałem Głowińskim i Januszem Sławińskim prowadziła konwersatorium na temat literatury wojny i jej świadectw. W 1978 podpisała deklarację założycielską Towarzystwa Kursów Naukowych. W latach 1979–1992 kierowała zespołem redakcyjnym Słownika literatury polskiej XX wieku. Tytuł profesora uzyskała w roku 1989. W latach 2003–2009 prowadziła konwersatorium z literatury powszechnej na Studiach Doktoranckich IBL PAN. 23 sierpnia 1980 roku dołączyła do apelu 64 uczonych, pisarzy i publicystów do władz komunistycznych o podjęcie dialogu ze strajkującymi robotnikami.
Była członkiem Komitetu Nauk o Literaturze PAN, Towarzystwa Naukowego Warszawskiego i Komitetu Głównego Olimpiady Literatury i Języka Polskiego. Specjalizowała się w historii i teorii literatury. Zajmowała się literaturą postyczniową oraz literaturą współczesną w kontekstach międzynarodowych. Wypromowała ponad 20 doktorów.
Została pochowana 25 marca na cmentarzu komunalnym Północnym na Wólce Węglowej (kwatera O-II-8, rząd 5, miejsce 21).

## Życie prywatne
W latach 1961–1974 była żoną filozofa Stefana Amsterdamskiego (1929–2005), później genetyka i neurologa Ignacego Walda (1923–1991). 

## Wybrane publikacje
- 1991: Literatura polska 1918
- 1967: O kryteriach realizmu w badaniach literackich
- 1964: Pojęcie realizmu w powieści XIX i XX wieku
- 1951: Maria Konopnicka (wznawiana w 1959, 1961 1964, 1965 i 1975)